# جوزيف جولد
جوزيف جولد (بالإنجليزية: Joseph Gold)‏ هو عالم قانوني أمريكي، ولد في 12 يوليو 1912، وتوفي في 22 فبراير 2000.